# Quistinic
Quistinic är en kommun i departementet Morbihan i regionen Bretagne i nordvästra Frankrike. Kommunen ligger i kantonen Plouay som tillhör arrondissementet Lorient. År 2022 hade Quistinic 1 423 invånare.

## Befolkningsutveckling
Antalet invånare i kommunen Quistinic
| Referens: INSEE |